# Laughing Gas
Laughing Gas (br: Carlitos dentista / pt: Charlot dentista) é um filme mudo de curta-metragem estadunidense de 1914, do gênero comédia, produzido por Mack Sennett para os Estúdios Keystone, dirigido e protagonizado por Charles Chaplin. É também conhecido como Busy Little Dentist, Down and Out, Laffing Gas, The Dentist e Tuning His Ivories.

## Sinopse
Chaplin é o ajudante de um dentista com muitos pacientes. Um dos pacientes tem um ataque de riso por causa da anestesia, e Carlitos o reanima com um golpe na cabeça. O dentista manda Carlitos buscar um remédio na farmácia, e no caminho, ele briga com um homem e joga-lhe um tijolo no rosto, acontece uma perseguição, e Carlitos arranca a saia da mulher do dentista que casualmente passava por ali. O dentista sai do consultório, avisado que sua esposa tivera um acidente, e ao voltar ao consultório Carlitos toma o lugar do dentista. Escolhe a paciente mais bonita e acaba beijando-a na boca. Entra um novo paciente, exatamente aquele homem com quem Carlitos havia brigado. Eles se perseguem, correm e o consultório se converte em um caos.

## Elenco
- Charles Chaplin .... assistente do dentista
- Fritz Schade .... Dr. Pain, o dentista
- Alice Powell .... esposa do dentista
- Joseph Sutherland .... assistente
- Slim Summerville .... paciente
- Josef Swickard .... paciente
- Mack Swain .... paciente
- Gene Marsh .... paciente (não-creditado)